# ボズレー・クラウザー
フランシス・ボズレー・クラウザー・ジュニア（英語: Francis Bosley Crowther Jr. , 1905年7月13日 - 1981年3月7日）は、アメリカ合衆国のメリーランド州ルーザービル出身のジャーナリスト、著作家。『ニューヨーク・タイムズ』専属の映画評論家を27年務めた。

## 人生
フランシス・ボズレー・クラウザー・ジュニアはアメリカ合衆国のメリーランド州ルーザービルに生まれた。ルーザービルの小学校、ノースカロライナ州ウィンストン・セーラムとワシントンD.C.の高校、バージニア州のウッドベリー・フォレスト・スクールを経てプリンストン大学で学んだ。
『ニューヨーク・タイムズ』のスタッフとして40年近く働いた。このうち、1940年から1967年までの期間は同紙の映画評論家として活動していた。
クラウザーはフィレンツェ・マークスと結婚し、彼女との間に3人の息子をもうけた。

## 映画批評
1950年代にクラウザーは反共主義運動を主導したジョセフ・マッカーシーと対立した。彼は映画の検閲に反対し、アメリカ映画の製作により大きな社会的責任を見出そうとした。そのために『市民ケーン』、『怒りの葡萄』、『風と共に去りぬ』などの社会的な内容の映画に対しては高い評価を与えた。
また、1950年・1960年代の外国語映画、特にロベルト・ロッセリーニ、ヴィットリオ・デ・シーカ、イングマール・ベルイマン、フェデリコ・フェリーニの作品の熱心な擁護者でもあった。
『ベン・ハー』や『クレオパトラ』のような叙事詩を擁護する一方で、第二次世界大戦の映画『大脱走』は酷評した。『アラビアのロレンス』についても「陰うつな幻滅と政治的騙しを感じさせる」と批評した。
ジョーン・クロフォードに対しては厳しく、彼女の演技について「わざとらしい」「うぬぼれている」「女性らしくない」と酷評している。
1967年公開の映画『俺たちに明日はない』を「茶番と残忍な殺人が混ざっている」「品がなく無意味だ」という風に批判した。大多数の映画評論家が同作をこの年最高の映画だったと評価する中、クラウザーは3度にわたる批判を展開した。彼はこの後にタイムズを去ることを発表した。
タイムズを去った後はコロンビア・ピクチャーズでエグゼクティブ・コンサルタントとして働くようになった。

## 死
ボズレー・クラウザーは1981年3月7日に心不全のために亡くなり、彼の妻のフィレンツェ・マークスは未亡人となった。